# Thor: Ragnarok (soundtrack)
Thor: Ragnarok (Original Motion Picture Soundtrack) is de originele soundtrack van de Marvel Studios-film Thor: Ragnarok, gecomponeerd door Mark Mothersbaugh. Het album werd digitaal uitgebracht op 20 oktober 2017, met een fysieke release op 10 november 2017 door Hollywood Records.
De muziek werd opgenomen in de Abbey Road Studios. De gesynthetiseerde partituur wordt beïnvloed door het werk van Jean-Michel Jarre. Mothersbaugh combineerde synthesizers die hij gebruikte uit zijn dagen bij de band Devo met een orkest van 100 man.

## Tracklijst
Alle muziek is geschreven door Mark Mothersbaugh.

| Nr. | Titel                                              | Duur |
| --- | -------------------------------------------------- | ---- |
| 1.  | Ragnarok Suite                                     | 8:53 |
| 2.  | Running Short on Options                           | 2:46 |
| 3.  | Thor: Ragnarok                                     | 1:09 |
| 4.  | Weird Things Happen                                | 1:46 |
| 5.  | Twilight of the Gods                               | 6:14 |
| 6.  | Hela vs. Asgard                                    | 4:30 |
| 7.  | Where am I?                                        | 1:39 |
| 8.  | Grandmaster's Chambers                             | 1:18 |
| 9.  | The Vault                                          | 3:47 |
| 10. | No One Escapes                                     | 3:01 |
| 11. | Arena Fight                                        | 3:32 |
| 12. | Where's the Sword?                                 | 4:33 |
| 13. | Go                                                 | 1:43 |
| 14. | What Heroes Do                                     | 1:37 |
| 15. | Flashback                                          | 2:59 |
| 16. | Parade                                             | 2:20 |
| 17. | The Revolution Has Begun                           | 1:47 |
| 18. | Sakaar Chase                                       | 2:12 |
| 19. | Devil's Anus                                       | 4:52 |
| 20. | Asgard Is a People                                 | 4:20 |
| 21. | Where To? (bevat thema van Thor van Patrick Doyle) | 2:22 |
| 22. | Planet Sakaar                                      | 2:14 |
| 23. | Grandmaster Jam Session                            | 3:16 |